# Mangoky
Mangoky – rzeka na Madagaskarze, o długości ok. 550 km, powierzchnia dorzecza wynosi ok. 58 tys. km². Wypływa jako Matsiatra z Płaskowyżu Centralnego, na wschód od miasta Fianarantsoa. Uchodzi do Kanału Mozambickiego tworząc deltę, niedaleko miejscowości Morombe. Mangoky jest wykorzystywana do nawadniania (w dolinie rzeki uprawia się ryż i bawełnę) i żeglugi (na odcinku o długości ok. 250 km).